# J'aime la vie
J'aime la vie è stato il brano musicale vincitore dell'Eurovision Song Contest 1986, interpretato da Sandra Kim in rappresentanza del Belgio.
Il brano è stato scritto da Jean Paul Furnémont, Angelo Crisci e Rosario Marino.

## Tracce
- 7"

1. J'aime la vie – 3:00
2. Ne m'oublie pas – 4:39